# Kalypso Media
Pour l’article homonyme, voir Kalypso.
Kalypso Media est une société allemande spécialisée dans le développement et l'édition de jeux vidéo.

## Studios
Kalypso Media possède quatre studios de développement internes.
- Realmforge Studios, situé à Munich.
- Gaming Minds Studios, situé à Gütersloh.
- Claymore Game Studios, situé à Darmstadt, fondé en 2019, et développe un nouveau jeu de la série Commandos[2],[3].
- Nine Worlds Studios, situé à Munich, fondé en 2021, et développe un nouveau jeu de la série Tropico[4].

### Anciens
- Skilltree Studios (ex-Noumena Studios), situé à Berlin. Comprend une partie des développeurs de feu SilverStyle Entertainment. Fermé en 2016.

## Historique
Kalypso Media a été fondée au cours de l'été 2006 par Simon Hellwig et Stefan Marcinek.
Depuis 2014, la société possède également un département pour jeux mobiles et tablettes: Kasedo Games.

## Jeux édités
- The Inquisitor (2023)
- Dungeons 4 (2023)
- Tortuga : A Pirate's Tale (2023)
- Railway Empire 2 (2023)
- Commandos 3 HD Remaster (2022)
- Match Point Tennis Championships (2022)
- Disciples Liberation (2021)
- Spacebase Startopia (2021)
- Port Royale 4 (2020)
- Immortal Realms: Vampire Wars (2020)
- Praetorians HD Remaster (2020)
- Commandos 2 HD Remaster (2020)
- Tropico 6 (2019)
- Shadows : Awakening (2018)
- Railway Empire (2018)
- Dungeons 3 (2017)
- Sudden Strike 4 (2017)
- Urban Empire (2017)
- Vikings : Wolves of Midgard (2017)
- Grand Ages Medieval (2015)
- Crookz (2015)
- Dungeons 2 (2015)
- Tropico 5 (2014)
- Dark (2013)
- The Dark Eye : Demonicon (2013)
- Rise of Venice (2013)
- Alien Spidy (2013)
- Dollar Dash (2013)
- Omerta: City of Gangsters (2013)
- Anna (2012)
- Sine Mora (2012)
- Legends of Pegasus (2012)
- Hard Reset: Extended Edition (2012)
- Port Royale 3 (2012)
- Jurassic Park: The Game (2012)
- Jagged Alliance: Back in Action (2012)
- Global Ops: Commando Libya (2011)
- Airline Tycoon II (2011)
- Air Conflicts: Secret Wars (2011)
- Tropico 4 (2011)
- Boulder Dash XL (2011)
- Revolution Under Siege (2011)
- Patrician IV: Rise of a Dynasty (2011)
- The First Templar (2011)
- Elements of War (2011)
- Dungeons (2011)
- Dungeons - The Dark Lord (2011)
- Disciples III (2010)
- Pole Position 2010 (2010)
- DarkStar One: Broken Alliance (Xbox 360) (2010)
- Patrician IV: Conquest by Trade (2010)
- Darkfall (2010) - Online Distribution only
- M.U.D. TV (2010)
- Tropico 3 (2009)
- Time Of Shadows (2009)
- Dawn of Magic 2 (2009)
- Ceville (2009)
- Galactic Civilizations II - Ultimate Edition (2009)
- Grand Ages: Rome (2009)
- Winter Challenge 2008 (2008)
- AGON - The Lost Sword of Toledo (2008)
- Imperium Romanum (2008)
- Political Machine 2008 (2008)
- Racing Team Manager (2008)
- Sins of a Solar Empire (2008)
- Jack Keane (2007)
- Hollywood Pictures 2 (2007)
- Campus (2007)
- Star Assault (2007)
- Theatre of War (2007)

### Jeux mobiles édités
- The Metronomicon (2016)
- Project Highrise (2016)
- Excubitor (2016)
- Upwards, Lonely Robot (2016)
- Crowntakers (2014)
- Mech and Mercs (2014)
- ZAMB! (2014)
- Hegemony Rome (2014)